# De Patoul

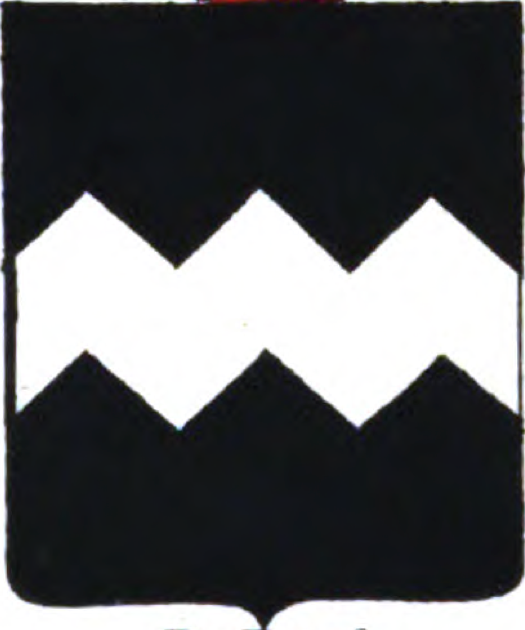
Wapen van de familie de Patoul

De Patoul is een Zuid-Nederlandse adellijke familie.

## Geschiedenis
- In 1718 werd aan Charles-François Patoul opname in de erfelijke adel verleend door keizer Karel VI.
- In 1735 werd, met terugwerkende kracht tot in 1718, de adelsverheffing die geregistreerd was door de kanselarij van het keizerrijk, bevestigd door een registratie in de kanselarij van de Oostenrijkse Nederlanden. Dit gebeurde ten gunste van Charles-André de Patoul, zoon van de ondertussen overleden Charles-François.

## Genealogie
- Charles-André de Patoul (1682-1757), x Marie Lallemand (1704-1746)
  - Ignace de Patoul (1727-1800), x Anne d'Assonleville (1742-1822)
    - Dominique de Patoul (zie hierna)
    - Pierre de Patoul (zie hierna)

  - Dominique de Patoul (1730-1804), x Jacqueline Coupin (1728-1803)
    - Joseph de Patoul (1762-1836), x Marie Firket (°1798)
      - Oscar de Patoul (zie hierna)

    - Dieudonné de Patoul-Fieuru (zie hierna)

## Dominique de Patoul
Dominique Baudouin Joseph de Patoul (Bergen, 13 augustus 1765 - 16 december 1863), zoon van Ignace de Patoul, die advocaat was en heer van Petit-Cambrai, werd onder het Verenigd Koninkrijk der Nederlanden in 1822 erkend in de erfelijke adel onder de naam de Patoul de Petit-Cambrai, met de titel ridder, overdraagbaar bij eerstgeboorte.
Hij werd lid van de Commissie voor de burgerlijke godshuizen in Bergen en trouwde met Marie-Anne Cambon (1764-1816). Ze bleven kinderloos.

## Pierre de Patoul
- Pierre Joseph Ferdinand Xavier de Patoul (Bergen, 30 mei 1770 - 22 augustus 1846), broer van Dominique, werd eveneens in 1822 in de erfelijke adel erkend. Hij promoveerde tot licentiaat in de rechten en trouwde met Augustine Dumont (1771-1851).
  - Théophile de Patoul (1805-1867) was advocaat. Hij trouwde met Zéphirine Wauquez (1814-1873) en ze hadden een enige dochter.
  - Auguste de Patoul (1811-1889) verkreeg de titel ridder, overdraagbaar op al zijn mannelijke afstammelingen. Hij trouwde met Marie-Catherine Recq (1817-1848) en vervolgens met Justine de Vigneron (1822-1890). Ze kregen vijf kinderen.
    - Charles de Patoul (1850-1917), ondervoorzitter bij de rechtbank van eerste aanleg in Bergen, trouwde met Félicie de Coppin (1849-1912). Ze kregen zeven kinderen, onder wie vier zoons die voor afstammelingen zorgden tot heden.
    - Léon de Patoul (1852-1926) trouwde met gravin Marie-Victorine d'Auxy de Launois (1851-1911) en vervolgens met Lucie Maus (1871-1927).
      - Maurice de Patoul (1875-1965) werd in 1930 verheven tot graaf. De titel werd in 1961 overdraagbaar gemaakt op zijn neef André-Maurice de Patoul, zoon van zijn broer Joseph de Patoul. Maurice werd grootmaarschalk van de koningen Albert I en Leopold III. Hij trouwde met Marie-Rosine Sterpin (1863-1939) en vervolgens met Claire Chantrell (1889-1977).
      - Joseph de Patoul (1877-1932) trouwde met Denise Cherequefosse (1885-1977). Ze kregen vijf kinderen, met afstammelingen tot heden, onder hen Serge de Patoul (°1955), Brussels volksvertegenwoordiger.

## Oscar de Patoul
Oscar Ulysse Alfred de Patoul (Jemeppe, 17 oktober 1826 - Brussel, 15 januari 1910), directeur van de Annuaire de la noblesse de Belgique, was de zoon van Joseph de Patoul, die in tegenstelling tot verschillende familieleden naliet een aanvraag te doen voor adelserkenning. Door de erkenning van zijn zoon in de erfelijke adel in 1867 werd dit rechtgezet. Oscar trouwde met Alberte Lebrun (1847-1929). Ze hadden drie kinderen, maar deze familietak is uitgedoofd in 1933.

## Dieudonné de Patoul-Fieuru
Dieudonné Antoine Marie Joseph de Patoul-Fieuru (Bergen, 26 januari 1767 - Havré, 23 juni 1833) kreeg erkenning van erfelijke adel in 1822 en vergunning om Fieuru aan zijn familienaam toe te voegen, in herinnering aan een heerlijkheid die vroeger aan de familie van zijn vrouw had toebehoord. Hij trouwde met Eugénie de Biseau de Bougnies (1774-1837). Ze kregen drie zoons, maar in 1891 was deze familietak uitgedoofd.